# Дмитриев, Николай Иванович (государственный деятель)
Николай Иванович Дмитриев (23 ноября 1922, Верхне-Удинск, Бурят-Монгольская автономная область — 28 июня 1997, Чита) — советский партийный, государственный деятель, председатель Читинского облисполкома (1961—1983).

## Биография
В 1955 г. окончил Высшую партийную школу при ЦК КПСС.
- 1940—1947 гг. — в РККА — Советской Армии, в Читинском областном комитете ВЛКСМ,
- 1954—1960 гг. — второй секретарь Сретенского районного комитета КПСС, первый секретарь Усть-Карского районного комитета КПСС, первый секретарь Оловяннинского районного комитета КПСС (Читинская область),
- 1960—1961 гг. — секретарь Читинского областного комитета КПСС,
- 1961—1962 гг. — председатель исполнительного комитета Читинского областного Совета,
- 1962—1964 гг. — председатель исполнительного комитета Читинского сельского областного Совета,
- 1964—1983 гг. — председатель исполнительного комитета Читинского областного Совета.

С 1985 г. — председатель Читинского областного отделения Общества советско-китайской дружбы — Общества «Россия — КНР».

## Награды и звания
Награждён орденами Октябрьской Революции, Красной Звезды, тремя Трудового Красного Знамени, Отечественной Войны II-й степени, двумя орденами «Знак Почёта».